# Bienvenida
Bienvenida (extremadurai nyelven Bienvenía) egy község Spanyolországban, Badajoz tartományban. Bienvenida Fuente de Cantos, Calzadilla de los Barros, Usagre, Villagarcía de la Torre és Llerena községekkel határos. Lakosainak száma 2021 fő (2024).

## Népesség
A település népessége az utóbbi években az alábbiak szerint változott:
| Lakosok száma | 2364 | 2365 | 2336 | 2326 | 2319 | 2254 | 2211 | 2087 | 2087 | 2021 |
|               | 2001 | 2004 | 2006 | 2009 | 2011 | 2014 | 2016 | 2019 | 2021 | 2024 |